# Domenico Auricchio
Domenico Auricchio detto Mimì (Boscoreale, 24 ottobre 1946) è un politico italiano.

## Biografia

### Attività politica
Domenico Auricchio viene eletto sindaco di Terzigno nel maggio 2007 al ballottaggio con il 53,05% dei voti e, dopo la fine anticipata del suo mandato provocata dalle dimissioni contemporanee di 11 consiglieri comunali su 20, viene nuovamente eletto nel 2010, sempre nel turno di ballottaggio con il 61,64% dei voti. Nel maggio 2013 il prefetto di Napoli lo sospende dalla carica di sindaco a seguito della condanna in primo grado a 14 mesi di reclusione e all'interdizione dai pubblici uffici per 5 anni per falso in atto pubblico.
Alle elezioni politiche del 2013 è candidato alla Senato della Repubblica, in regione Campania, nelle liste del Popolo della Libertà (in diciannovesima posizione), risultando il primo dei non eletti.
Il 1º luglio 2014, in seguito alle dimissioni di Alessandra Mussolini (in quanto eletta al parlamento europeo), gli subentra e viene eletto senatore della XVII Legislatura.
Il 22 settembre 2015 abbandona Forza Italia per aderire al gruppo parlamentare "Alleanza Liberalpopolare-Autonomie".
Il 28 giugno 2017 rientra in Forza Italia; non sarà tuttavia ricandidato alle elezioni politiche del 2018.